# 热罗姆·萨瓦里
热罗姆·萨瓦里（法語：Jérôme Savary，1942年6月27日—2013年3月4日），阿根廷裔法国人，导演、演员，尤以舞台剧导演见长，他的作品将歌剧、轻歌剧和音乐剧的特色融合，融入更多的喜剧和平民化元素，形成了独具特色的舞台剧风格。
萨瓦里曾获法国荣誉军团勋章骑士勋位、法兰西艺术与文学勋章骑士勋位。

## 生平
萨瓦里1942年出生于阿根廷首都布宜诺斯艾利斯，父亲是一名作家，母亲是美国纽约州前州长Frank W. Higgins的女儿。萨瓦里很小就移居法国巴黎，并在那里学习音乐。
2013年3月4日，因癌症于法国勒瓦卢瓦-佩雷逝世。